# برت رومپ
برت رومپ (انگلیسی: Bert Romp; ۴ نوامبر ۱۹۵۸ – ۴ اکتبر ۲۰۱۸) سوارکار اهل هلند بود.